# Campo Verde
Campo Verde é um município brasileiro do estado de Mato Grosso.

## História
Campo Verde recebeu status de município pela lei estadual nº 5314 de 4 de julho de 1988, com território desmembrado dos municípios de Cuiabá e Dom Aquino.
As primeiras famílias a se estabelecerem na região que hoje forma o município de Campo Verde foram os Borges e os Fernandes. Vindas de Uberlândia (MG) em 1886 e lideradas por Diogo Borges e Zeca Camilo Fernandes, as famílias formaram a Fazenda Buriti dos Borges, que por muitos anos foi referência geográfica da região, e a Fazenda Deputado.
Em 1896 foi inaugurada na localidade de Capim Branco uma das primeiras estações telegráficas de Mato Grosso, construída sob o comando do major Gomes Carneiro, que tinha como seu ajudante de ordens o então alferes e futuramente marechal, Cândido Mariano da Silva Rondon. Tanto a casa construída por Diego Borges como algumas construções centenárias em Capim Branco ainda resistem ao tempo, destino diferente do que teve a estação telegráfica, destruída pela ação do tempo e do homem. Uma réplica da antiga construção foi construída para abrigar o Museu da História de Campo Verde, que tem um acervo formado por fotos antigas e utensílios utilizados pelos primeiros moradores da região. Por quase um século, a região viveu um período de estagnação, sem nenhuma atividade econômica de destaque. Apenas a agricultura e a pecuária de subsistência eram praticadas pelos moradores. A partir da segunda metade da década de 1960, esse cenário começou a mudar. Com a chegada das primeiras famílias vindas do Sul do Brasil, o cerrado inóspito e improdutivo ganhou um novo impulso com o cultivo do arroz de sequeiro.
Em 1974, o gaúcho Otávio Eckert instalou um posto de combustível no entrocamento BR-070 com a MT-140. O empreendimento foi e embrião da futura cidade. Visionário e confiante no potencial da região, Eckert criou o loteamento Campo Real. Com a expansão da atividade agrícola e o crescimento populacional, em 1988 o então distrito de Posto Paraná, como a localidade passou a ser chamada, se emancipou de Dom Aquino. Um plebiscito realizado entre os moradores mudou o nome do lugar para Campo Verde.

## Geografia
Localiza-se a uma latitude 15º32'48" sul e a uma longitude 55º10'08" oeste, estando a uma altitude de 736 metros. Sua população estimada em 2018 era de 42 871 habitantes. Possui uma área de 4782,118 km².

## Organização Político-Administrativa
Sendo um município do Brasil, Campo Verde é administrada por dois poderes, o executivo e o legislativo, independentes e harmônicos entre si. O primeiro é representado pelo prefeito, auxiliado pelo seu gabinete de secretários e eleito pelo voto popular para um mandato de quatro anos, sendo permitida uma única reeleição para mais um mandato consecutivo, enquanto que o segundo é representado pela Câmara Municipal de Campo Verde, órgão colegiado de representação dos munícipes que é composto por vereadores também eleitos por sufrágio universal.
As atuais autoridades que ocupam cargos da organização político-administrativa de Campo Verde são as seguintes (data: 11 de janeiro de 2024):
- Prefeito: Alexandre Lopes de Oliveira - PDT (2021/-)[7]
- Vice-prefeito: Edna Queiroz da Silva - PDT (2021/-)[7]
- Presidente da Câmara: Francisco Sílvio Pereira Cruz - DEM (2023/-)[8]

## Infraestrutura

### Serviços públicos
A cidade de Campo Verde abriga uma Agência Regional do Ministério do Trabalho e Emprego, subordinada à Superintendência Regional do Trabalho no estado de Mato Grosso.

## Últimos prefeitos eleitos
| Ano  | Prefeito           | Partido | Votos  | %     | Ref    |
| ---- | ------------------ | ------- | ------ | ----- | ------ |
| 2004 | Professor Dimorvan | PDT     | 6.718  | 53,45 | [ 10 ] |
| 2008 | Dimorvan           | PR      | 9.254  | 51,29 | [ 11 ] |
| 2012 | Fabio Paranaense   | PTB     | 7.638  | 40,51 | [ 12 ] |
| 2016 | Fabio              | PSB     | 11.018 | 51,63 | [ 13 ] |
| 2020 | Alexandre Lopes    | PDT     | 11.695 | 55,22 | [ 14 ] |
| 2024 | Alexandre Lopes    | UB      | 19.441 | 83,60 | [ 15 ] |